# 本寺井站
本寺井站（日语：／ Honterai eki */?）是位於石川縣能美郡寺井町末信（現時：能美市寺井町），北陸鐵道能美線的鐵路車站（廢站）。

## 概要
此站是位於舊寺井町中心的主要車站，因此上下車人次和貨運起卸量都較多。在一段時期，於此站處理的貨物中，約八成都是九谷燒的陶器。

## 歷史
- 1925年（大正14年）3月21日：能美電氣鐵道車站啟用[4][1][5]。當初此站設有閉塞系統，以及設有貨運業務[5]。站長也常駐此站。
- 1939年（昭和14年）8月1日：金澤電氣軌道收購合併能美電氣鐵道[6]。
- 1941年（昭和16年）8月1日：北陸合同電氣（現時：北陸電力）合併金澤電氣軌道。
- 1943年（昭和18年）10月13日：在轉讓業務下，成為北陸鐵道能美線車站[7]。
- 1968年（昭和43年）12月30日：結束貨運業務[8]。
- 1970年（昭和45年）4月1日：營運時間改變為早上和黃昏[8][9]。
- 1973年（昭和48年）8月1日：取消此站的閉塞系統，廢除列車交會裝置，成為無人車站。月台變為1面1線的單式月台[8][9]。後來單式月台遷移至路軌北邊。
- 1980年（昭和55年）9月14日：能美線全線廢除，此站也被廢除[2]。

## 車站結構
此站是地面車站，曾經設有1面2線的島式月台。北邊設有站舍和貨物側線，南邊設有車庫（1959年廢除），西邊設有寺井農協的專用線。在晩年，貨物側線被撤走，只剩下1面1線的單式月台，以及變為無人車站。

## 現狀
在廢線後，遺址於1998年（平成10年）開設寺井町立圖書館（現時：能美市立寺井圖書館）。在圖書館前設置了仿製版站名牌。

## 相鄰車站
北陸鐵道
能美線
末信牛島－本寺井－寺井西口

## 注腳
1. 1 2 3  寺田 2018，第38頁.
2. 1 2  寺田 2018，第32頁.
3. ↑  能美市『能美電ものがたり 運行時の各駅と現在』 （页面存档备份，存于）（日語）（PDF）
4. ↑  寺田 2018，第9頁.
5. 1 2  寺井町 1993，第597頁.
6. ↑  7月27日 得到許可「鉄道譲渡」《官報》1939年7月31日（國立國會圖書館數碼化收藏）
7. ↑  寺井町 1993，第599頁.
8. 1 2 3  寺田 2018，第25頁.
9. 1 2 3  寺井町 1993，第601頁.
10. ↑  寺田 2018，第38-39頁.
11. ↑  寺田 2018，第33頁.
12. ↑  . 能美市. 2015-08-01: 3 （日语）.

## 相關項目
- 日本鐵路車站列表 Ho